# Arabela (jméno)
Arabela je ženské křestní jméno nejasného původu. Patrně odvozeno z latinského slova orabilis a vykládá se jako „věnující se modlitbě, nádherný oltář“. Podle jiného výkladu pochází ze španělštiny a znamená „malá Arabka“.
Podle maďarského kalendáře má svátek 7. srpna.

## Arabela v jiných jazycích
- Slovensky, španělsky: Arabela
- Německy, anglicky, italsky, maďarsky: Arabella
- Francouzsky: Arabelle

## Známé nositelky jména
- Arabella Field – americká herečka

## Jiné významy
- Arabela (seriál) – československý televizní seriál z roku 1980 režiséra Václava Vorlíčka
- Arabella (opera) – opera Richarda Strausse z roku 1933